# Morgan Barbançon
Morgan Barbançon Mestre (nacida 12 de agosto de 1992 en París) es una amazona española. Logró un diploma olímpico tras cosechar un séptimo puesto en Doma clásica por equipos junto con sus compañeros Juan Manuel Muñoz Díaz y José Daniel Martín Dockx en los Juegos Olímpicos de Londres 2012.

## Participaciones en Juegos Olímpicos
- Londres 2012, Séptimo en equipos.